# Người Châu Mạ
Xin xem các cách dùng khác tại Mạ (định hướng).
Người Châu Mạ hay người Mạ (có tên gọi khác Mạ Xốp, Mạ Tô, Mạ Krung, Mạ Ngắn) là một dân tộc trong số 54 dân tộc tại Việt Nam, cư trú chủ yếu tại Tây Nguyên .
Người Mạ nói tiếng Mạ thuộc ngữ chi Bahnar của ngữ tộc Môn-Khmer, ngữ hệ Nam Á.

## Dân số và địa bàn cư trú
Theo điều tra dân số năm 1999, người Mạ có khoảng 33.338 người, cư trú chủ yếu ở các tỉnh Lâm Đồng, Đắk Lắk, Đồng Nai (Việt Nam).
Theo Tổng điều tra dân số và nhà ở năm 2009, người Mạ ở Việt Nam có dân số 41.405 người, cư trú tại 34 trên tổng số 63 tỉnh, thành phố. Người Mạ cư trú tập trung tại các tỉnh: 
Lâm Đồng (31.869 người, chiếm 77,0% tổng số người Mạ tại Việt Nam), 
Đắk Nông (6.456 người), 
Đồng Nai (2.436 người), 
Bình Phước (432 người), 
Thành phố Hồ Chí Minh (72 người).

## Kinh tế
Người Mạ làm nương rẫy trồng lúa và cây khác như ngô, bầu, bí, thuốc lá, bông... Công cụ sản xuất thô sơ, có các loại xà-gạt, xà-bách, dao, rìu, gậy chọc lỗ. Trong tỉnh Lâm Đồng (huyện Đạ Huoai), người Mạ có làm ruộng nước bằng kỹ thuật lùa cả đàn trâu xuống ruộng để trâu giẫm đất đến khi sục bùn thì gieo lúa giống (xạ lúa). Người Mạ nuôi trâu, bò, gà, vịt, ngan... theo cách thả trâu, bò vào rừng sống thành đàn, chỉ khi cần giết thịt hoặc giẫm ruộng mới tìm bắt về. 
Phụ nữ Mạ nổi tiếng về nghề dệt vải truyền thống với những hoa văn tinh vi hình hoa lá, chim thú với nhiều màu sắc. Nghề rèn sắt nổi tiếng ở nhiều làng. Họ tự luyện quặng lấy sắt để rèn các công cụ sản xuất và vũ khí như xà gạt lưỡi cong, lao... Ở vùng ven Đồng Nai, người Mạ làm thuyền độc mộc để đi lại, vận chuyển và đánh cá trên sông.

## Tổ chức cộng đồng
Người Mạ sống thành từng bòn (làng), mỗi bon có từ 5 đến 10 nhà sàn dài (nhà dài là nơi ở của các thế hệ có chung huyết thống). Đứng đầu bon là quăng bon (già trưởng làng).
Bộ tộc Mạ đã xác lập được chế độ phụ hệ vững chắc trong hôn nhân gia đình. Đây là điều khác nhau giữa người Mạ với người Kơho, Chil, Lạt và Mnông. Lãnh thổ người Mạ đã từng ổn định trong lịch sử, khiến cho một số tài liệu xưa gọi nó là tiểu vương quốc Mạ hoặc xứ Mạ.

## Hôn nhân gia đình
Nhà trai chủ động trong hôn nhân, nhưng sau lễ cưới chú rể phải sang ở nhà vợ, đến khi nộp đủ đồ sính lễ cho nhà gái mới được đưa vợ về ở hẳn nhà mình.

## Văn hóa
Kho tàng văn học dân gian Mạ gồm nhiều truyện cổ, truyền thuyết, huyền thoại độc đáo,chữ viết (1990). Nhạc cụ có bộ chiêng, đồng, trống, khèn bầu, khèn sừng trâu, đàn lồ ô, sáo trúc 3 lỗ gắn vào trái bầu khô.

## Nhà cửa
Nhà người Mạ không chỉ có những đặc trưng đáng chú ý mà còn có thể "đại diện" cho nhà của người Cờ Ho, Chil trên cao nguyên Lâm Đồng. Mạ là cư dân lâu đời trên mảnh đất này. Hiện nay nhà người Mạ đã có rất nhiều thay đổi. Nhà sàn chỉ còn ở những vùng cao, vùng thấp nhà đất đã chiếm ưu thế. 
Nhà ở cổ truyền của người Mạ là nhà sàn dài tới 20–30 m (nay đã hiếm). Nay vẫn là nhà sàn nhưng là nhà ngắn của các gia đình nhỏ.
Bộ khung nhà với ba vì hai hoặc bốn cột. Kết cấu đơn giản thường là ngoãm tự nhiên và buột lạt. Mái hồi khum tròn nhưng không có "sừng" trang trí. Hai mái chính cũng hơi khum nên mặt cắt của nóc có hình "parabôn". Mái nhà rất thấp nên phần mái bên trên cửa, người ta phải làm vồng lên để ra vào khỏi đụng đầu.
Tổ chức mặt bằng sinh hoạt cũng có những đặc điểm đáng chú ý: khu vực giữa nhà là nơi sinh hoạt chung của mọi gia đình (tiếp khách, cúng bái...), nơi này có bàn thờ thần bếp và có một cái cột để buộc ché rượu cần khi tiếp khách. Còn dưới chân vách hậu là một dãy dài những ú, ché đựng rượu cần... Các hộ gia đình ở về hai bên của khu trung tâm.
Phần diện tích và không gian trong nhà dành cho các gia đình cũng có những đặc điểm rất dễ nhận: giữa nhà là một kho thóc, mặt sàn kho các mặt sàn nhà khoảng trên 1 mét.
Dưới gầm kho thóc đặt bếp. Trên bếp có dựa treo. Giáp vách hậu là sạp dành cho mọi thành viên trong gia đình. Giáp vách tiền là một sạp nhỏ và thấp (khoảng 70–80 cm) trên để bát, đĩa, vỏ bầu khô và các thứ lặt vặt khác.
Nhà người Cờ Ho hoặc Chil về hình thức thì nhà của họ cũng giống nhà người Mạ. Cái khác ở cách bố trí trong nhà là giáp vách tiền, cái sạp ở nhà người Mạ thì người Cơ ho còn kết hợp làm chuồng hà.

## Trang phục
Có cá tính riêng về tạo hình áo nữ, đặc biệt là phong cách thẩm mỹ. Mùa làm nông, nhiều người ở trần, mùa rét choàng tấm mền. Có tục cà răng, căng tai, đeo nhiều vòng trang sức.

### Trang phục nam
Thường để tóc dài búi sau gáy, ở trần, đóng khố. Khố cũng có nhiều loại khác nhau về kích thước và hoa văn trang trí. Loại khố trang trọng có đính hạt cườm, tua dài. Bên cạnh đó họ còn mặc áo chui đầu, xẻ tà, vạt sau dài hơn vạt trước che kín mông. Áo có các loại: dài tay, ngắn tay và cộc tay. Thủ lĩnh búi tóc cắm lông chim có bộ khiên giáo kèm theo.

### Trang phục nữ
Phụ nữ để tóc dài búi sau gáy. Xưa họ ở trần mặc váy, có bộ phận mặc áo chui đầu. Áo nữ mặc vừa sát thân, dài tới thắt lưng, không xẻ tà, vạt trước và sau áo bằng nhau; cổ áo tròn thấp. Tổng thể áo chỉ là hình chữ nhật màu trắng. Nửa thân dưới áo trước và sau lưng được trang trí hoa văn các màu đỏ, xanh là chính trong bố cục dải băng ngang thân với các mô típ hoa văn hình học là chủ yếu. Chiều dọc hai bên mép áo được dệt viền các sọc trang trí. Váy là loại váy hở được dệt trang trí hoa văn với những phong cách bố cục đa dạng. Về cơ bản là các sọc: màu xanh, đỏ, vàng, trắng trên nền chàm chủ yếu là hoa văn hình học theo nguyên tắc bố cục dải băng ngang truyền thống. Có trường hợp nửa trên váy dệt trang trí hoa văn kín trên nền sáng (trắng) với hoa văn hình học màu đỏ xanh.
Nam nữ thường thích mang vòng đồng hồ ở cổ tay có những ngấn khắc chìm - ký hiệu các lễ hiến sinh tế thần cầu mát cho chủ nhân nó. Nam nữ đều đeo hoa tai cỡ lớn bằng đồng, gà voi, gỗ; cổ đeo hạt cườm. Phụ nữ còn mang vòng chân đồng nhiều vòng xoắn.